# Pölöske
Pölöske je vas na Madžarskem, ki upravno spada pod podregijo Zalaegerszegi Županije Zala.